# Thottea praetermissa
Thottea praetermissa är en piprankeväxtart som beskrevs av T.L.Yao. Thottea praetermissa ingår i släktet Thottea och familjen piprankeväxter. Inga underarter finns listade i Catalogue of Life.